# Nevşehir
Nevşehir este un oraș din Turcia. Se află la o altitudine de 1.224 m deasupra nivelului mării. Populația este de 153.117 locuitori, determinată în 2021, prin Sistemul de Înregistrare a Populației pe bază de Adresă[*].

## Consulate
Consulatele din Turcia care au fost deschise în Nevsehir:
- Filipine
- Indonezia
- Malaysia
- Nigeria
- Etiopia
- Ciad
- Niger
- Benin
- Mali
- Kenya
- Iran
- Spania
- Portugalia
- Argentina
- Chile
- Columbia
- Mexic
- Brazilia
- Italia
- Peru
- Ecuador
- Afganistan
- India
- România
- Republica Moldova
- Pakistan
- Georgia
- Burkina Faso
- Iordania
- Emiratele Arabe Unite
- Thailanda
- Coreea de Sud